# Tandonia budapestensis
Tandonia budapestensis е вид коремоного от семейство Milacidae.

## Разпространение
Този плужек е разпространен главно в Европа и по-рядко в Нова Зеландия и САЩ. Произхожда най-вероятно от югоизточните Алпи и северните Балкани. В Европа се среща основно в Австрия, България, Великобритания, Ирландия, Чехия, Франция, Унгария, Исландия, Калининград, Холандия, Полша, Румъния, Словакия, Турция и Украйна.

## Описание
Тялото му е оцветено в жълтеникаво-сиво до кафяво или тъмно сиво, с множество черни петна, така че като цяло може да изглежда равномерно оцветен в кафявочерно, като е малко по-светъл отстрани. Този охлюв има стройно тяло, която постепенно се стеснява отзад. Дължината на мантията е по-малка от 1/3 от дължината на тялото. Главата и шията са черникави. Телесната слуз обикновено е безцветна, гъста и лепкава, но става жълтеникава, когато охлювът е раздразнен. На дължина достига до 70 мм.

## Размножаване
Във Великобритания копулацията на този вид охлюви се извършва от ноември до януари, а в Централна Европа от април до есента. Могат да се съвкупляват няколко пъти през живота си. Копулацията започва обикновено през нощта и може да продължи 15 часа или повече. Във Великобритания малките охлюви се излюпват през април или май, а зрялостта се достига през есента. През това време се снасят около 20 яйца.